# Pachydrus
Pachydrus es un género de coleópteros adéfagos  perteneciente a la familia Dytiscidae. 

## Especies
- Pachydrus globosus	(Aube)
- Pachydrus obesus	Sharp 1882
- Pachydrus obesus	Sharp
- Pachydrus obniger	(Chevrolat 1863)
- Pachydrus politus	Sharp 1882
- Pachydrus princeps
- Pachydrus punctatus
- Pachydrus ritsemae